# Södra Gyeongsang
Södra Gyeongsang är en provins i sydöstra Sydkorea. Provinsen har 3,4 miljoner invånare (2020). Den administrativa huvudorten är Changwon.
Provinsen skapades 1895 då Gyeongsang delades i en nordlig och sydlig del.

## Administrativ indelning
Södra Gyeongsang är uppdelad i åtta städer (si) och tio landskommuner (gun).
| Karta             | Nr              | Namn   | Hangul | Hanja     | Folkmängd 31 dec 2020 |
| ----------------- | --------------- | ------ | ------ | --------- | --------------------- |
|                   |                 |        |        |           |                       |
| — Städer —        |                 |        |        |           |                       |
| 1                 | Changwon        | 창원시 | 昌原市 | 1 050 207 |                       |
| 2                 | Gimhae          | 김해시 | 金海市 | 559 242   |                       |
| 3                 | Jinju           | 진주시 | 晉州市 | 352 754   |                       |
| 4                 | Yangsan         | 양산시 | 梁山市 | 358 005   |                       |
| 5                 | Geoje           | 거제시 | 巨濟市 | 252 395   |                       |
| 6                 | Tongyeong       | 통영시 | 統營市 | 131 974   |                       |
| 7                 | Sacheon         | 사천시 | 泗川市 | 114 032   |                       |
| 8                 | Miryang         | 밀양시 | 密陽市 | 107 419   |                       |
| — Landskommuner — |                 |        |        |           |                       |
| 9                 | Haman-gun       | 함안군 | 咸安郡 | 67 261    |                       |
| 10                | Geochang-gun    | 거창군 | 居昌郡 | 62 005    |                       |
| 11                | Changnyeong-gun | 창녕군 | 昌寧郡 | 63 634    |                       |
| 12                | Goseong-gun     | 고성군 | 固城郡 | 52 498    |                       |
| 13                | Namhae-gun      | 남해군 | 南海郡 | 43 738    |                       |
| 14                | Hapcheon-gun    | 합천군 | 陜川郡 | 44 582    |                       |
| 15                | Hadong-gun      | 하동군 | 河東郡 | 45 255    |                       |
| 16                | Hamyang-gun     | 함양군 | 咸陽郡 | 39 506    |                       |
| 17                | Sancheong-gun   | 산청군 | 山淸郡 | 35 430    |                       |
| 18                | Uiryeong-gun    | 의령군 | 宜寧郡 | 27 518    |                       |

## Bilder

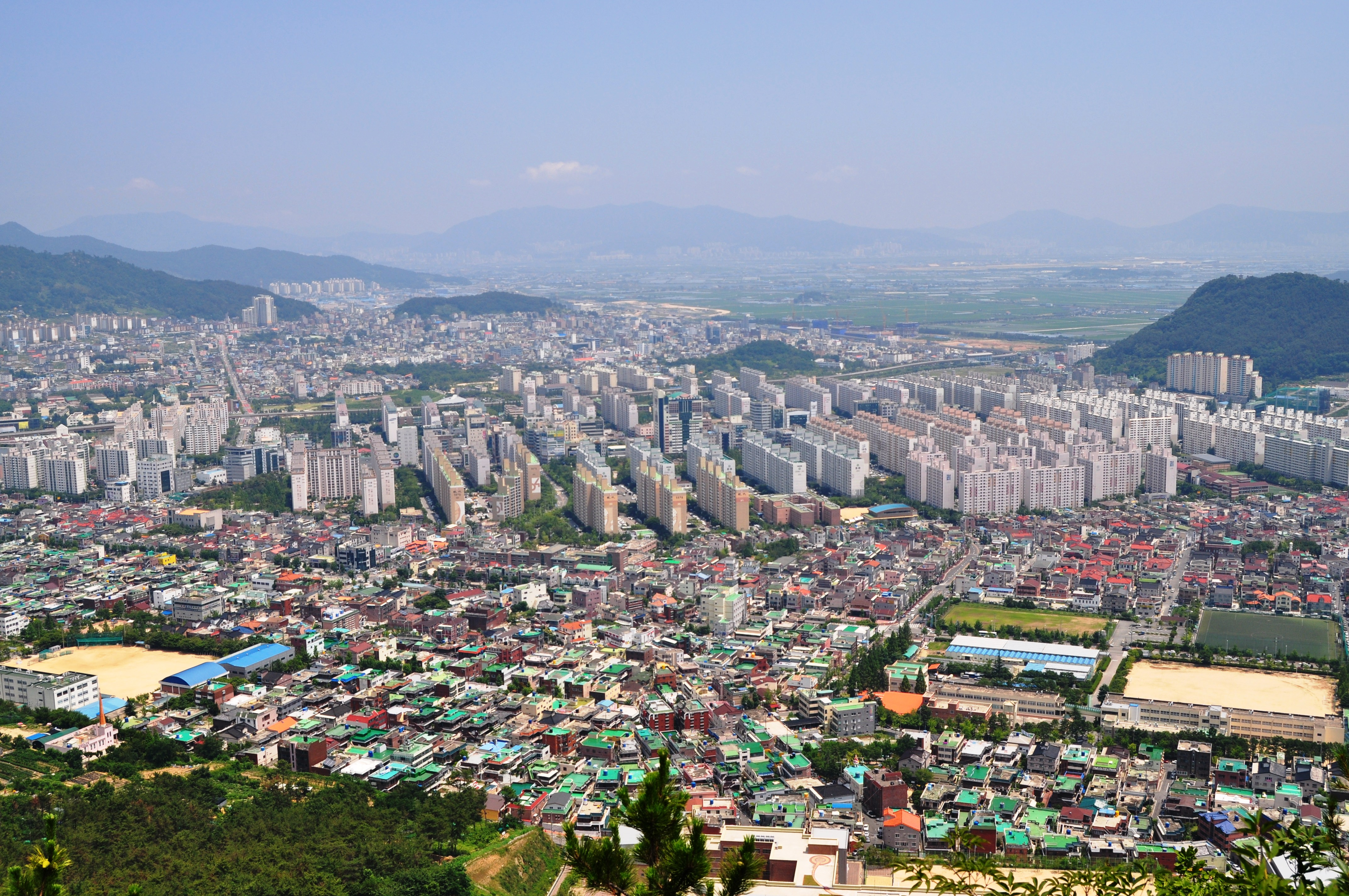
Gimhae
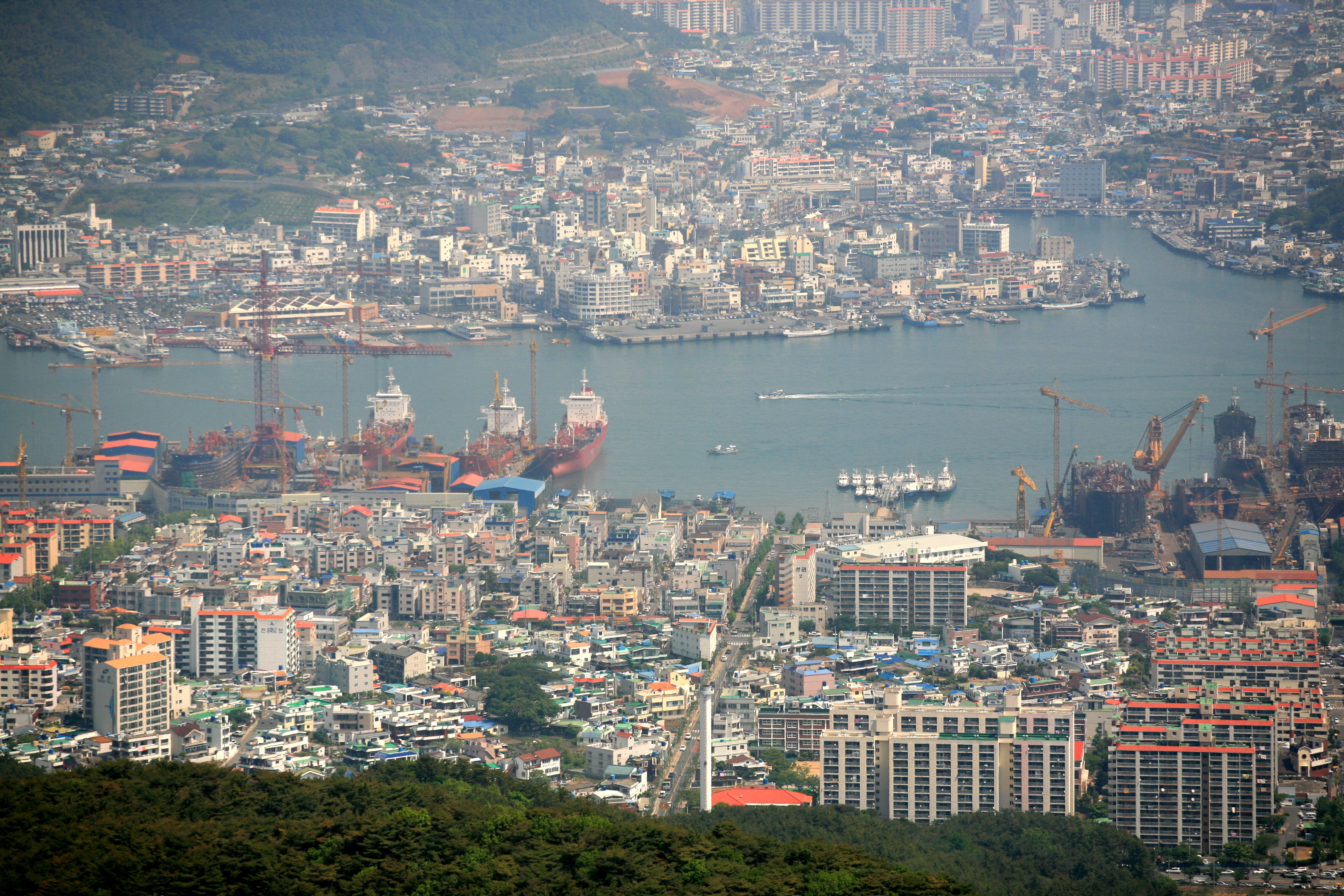
Tongyeong
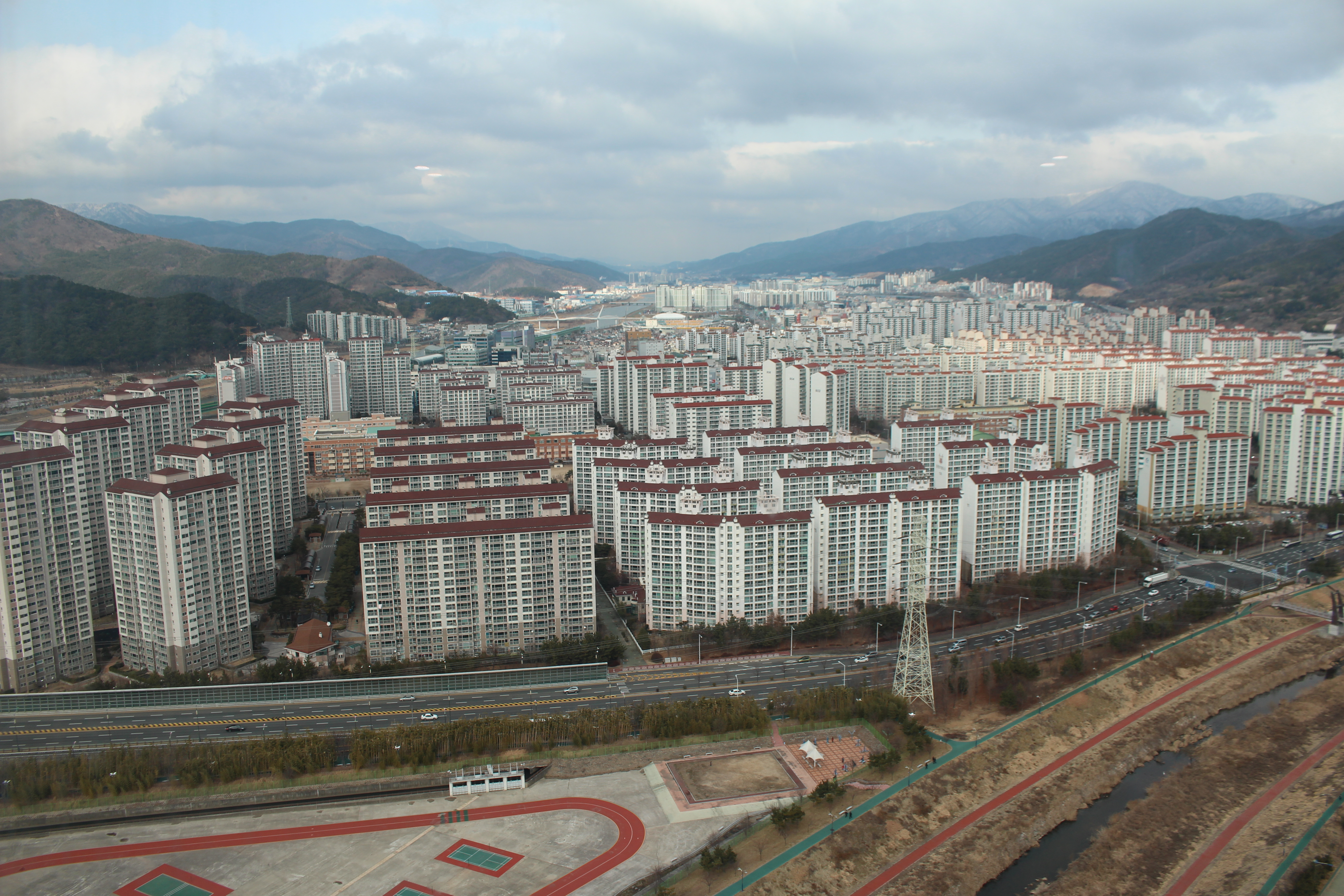
Yangsan